# Cantelmo (Adelsgeschlecht)
Die Familie Cantelmo, auch Cantelmi, war eine neapolitanische Adelsfamilie französischen Ursprungs. Sie erwarb ihre ersten Lehen in Italien im Jahr 1269, als Giacomo Cantelmo, der Karl I. von Anjou bei der Eroberung des Königreichs Neapel unterstützte, Gebiete in den Abruzzen und in der Terra di Lavoro erhielt. Karl II. ernannte ihn 1284 zum Giustiziere des Giustizierato Abruzzo Citra.

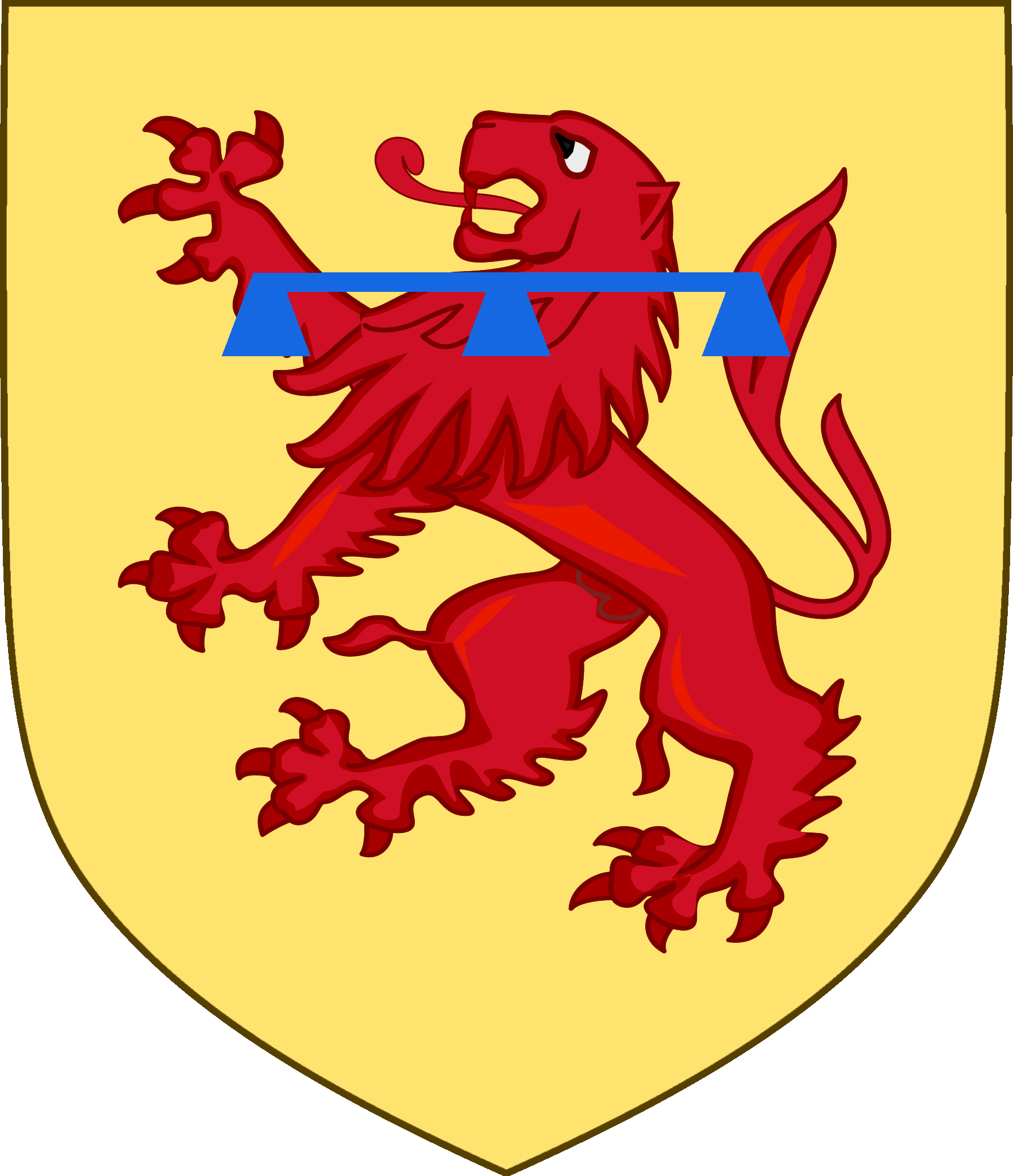
Wappen der Cantelmo

## Geschichte

### Ursprünge
Einer genealogischen Rekonstruktion aus dem 17. Jahrhundert zufolge stammt die Familie von Everard ab, dem letzten Sohn von Duncan, König von Schottland, von dem die Mitglieder der Familie Stuart abstammen. Ein Zweig der Familie Stuart soll sich in Italien niedergelassen haben und seinen Namen von seinem ersten französischen Lehen erhalten haben, das durch eine Urkunde von König Karl II. von England im Jahre 1683 und durch eine zweite Urkunde von König Karl II. von Spanien im Jahre 1688 anerkannt wurde. Von der Familie Stuart, die sich in Schottland niedergelassen hatte, soll die Familie Cantelmo einen Teil ihres Wappens geerbt haben (den zügellosen roten Löwen, durchquert von einem Lambello mit drei blauen Anhängern). Die königliche Abstammung der Familie wird jedoch von den meisten Historikern bezweifelt, und es wird allgemein angenommen, dass es sich bei dieser Genealogie um eine Fälschung handelt. In Wirklichkeit waren die Cantelmo eine französische bzw. provenzalische Familie, deren ursprünglicher Familienname „Gantelmi“ lautete.

#### Giacomo und Rostaino

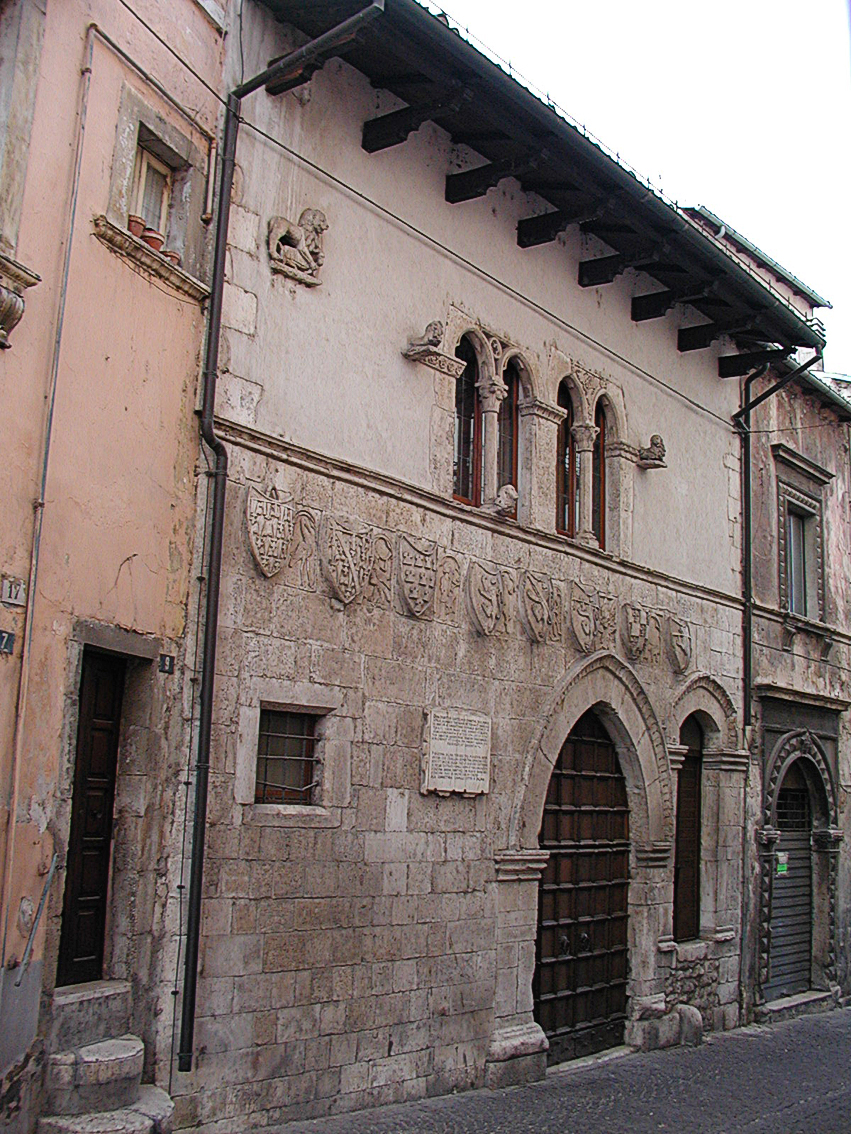
Die herzogliche Taverne der Cantelmo in Popoli Terme

Italienischen Quellen zufolge war das Ursprungsland jedoch Frankreich. Giacomo, der Stammvater des Geschlechts, ein Condottiere provenzalischer Herkunft, der im Gefolge Karls I. von Anjou in Süditalien gegen die Staufer in den Krieg zog, erhielt vom König des Königreichs Neapel Lehen in den Abruzzen (Popoli) und im Comino-Tal (Alvito), Gebiete, die seit Jahrhunderten von Feudalabteien wie Montecassino und Casauria beansprucht wurden und an den Grenzen der Zivilgerichtsbarkeit der Abruzzen lagen. Giacomo wird im Allgemeinen als eine unbedeutende Person ohne große politische Ambitionen beschrieben. Aus ihm ging jedoch eine Familie hervor, der es gelang, die Pläne des ersten neapolitanischen Herrschers aus dem Hause Anjou in die Tat umzusetzen, denn seine Erben konnten sowohl die territoriale Expansion der Cassinesi und der Casaurensi wirksam bekämpfen als auch wichtige politische Positionen im Königreich und in den Provinzen einnehmen.
Jakob starb 1310, im selben Jahr wie sein Sohn Rostaino. Dieser war jedoch erfolgreicher als sein Vater, denn ab 1292 wurde er vom König zum „Kapitän von Neapel“ ernannt, ein Titel, der ihm die Regentschaft über die höchsten Gerichte des Königreichs garantierte. Er war für den Bau des ersten neapolitanischen Palastes der Familie verantwortlich.

### Die Nachkommen von Rostaino

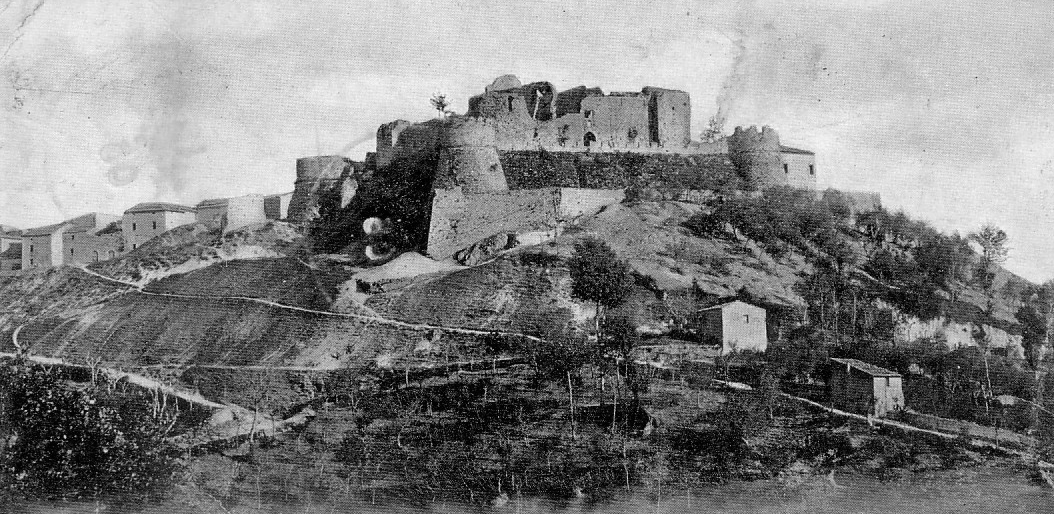
Das Castello Cantelmo in Alvito zu Beginn des 20. Jahrhunderts

Als Rostaino 1310 starb, hinterließ er vier Kinder, zwei Jungen und zwei Mädchen: Jakob II., Rostaino II., Giovannella und Cantelma/Guglielma. Da Rostaino über Gebiete verfügte, die einst der Familie d’Aquino gehört hatten und die fast überall von klösterlichen oder diözesanen Besitztümern umgeben waren oder sich in der Nähe des Kirchenstaates befanden, hatte er keine andere Wahl, als eine Heiratspolitik zu betreiben, um das Prestige und den Reichtum seiner eigenen Familie zu stärken und sich die politische Unterstützung der alten, pro-Staufer Feudalherren, insbesondere der mächtigen Familie Aquinati, zu sichern. Das Ansehen, das die Cantelmo am neapolitanischen Hof genossen, und die wichtigen bürokratischen Ämter, die sie innehatten, zwangen die kampanischen Adeligen, den französischen Absichten entgegenzukommen. So kam es bereits im 14. Jahrhundert zu bedeutenden Eheschließungen zwischen den beiden Familien, wie etwa zwischen Rostaino II. und Margherita Agaldo di Corbano, der Witwe von Adenolfo d'Aquino, oder zwischen Adenolfo III. und Giovannella Cantelmo. Diese Ehen waren für die französischen Adeligen von großem Vorteil, da sie es ihnen ermöglichten, ihre Besitztümer auch in Terra di Lavoro zu vergrößern. Die letzte Tochter von Rostaino II, Cantelma/Guglielma, wurde mit Bertrando d’Artus verheiratet, erlangte aber Berühmtheit, weil sie die Geliebte von König Robert von Anjou wurde, der aus dieser Beziehung einen Sohn, Karl, den späteren Grafen von Sant’Agata de’ Goti, hervorbrachte. Es war eine glückliche Generation, aus der einer der Söhne von Rostaino II. hervorging, der auch so genannt wurde, weil er das durch ein Erdbeben zerstörte Castello von Alvito wieder aufbaute, das er später den anderen Mitgliedern der Familie Cantelmo vermachte, nicht ohne den Erwerb vorher verdient zu haben:

“Iste fuit promissi cultor honesti, nec sibi, nec damnis parcens, nec sumptibus ullis.”

„Ohne Rücksicht auf seine eigene Gesundheit, auf Schäden und persönliche Kosten hat er sein ehrliches Versprechen mit offenem Herzen gehalten.“

Aus einen zu seinem Gedenken verfassten Text, in dem er dafür gelobt wird, dass er das Königreich Neapel in der Burg von Alvito gegen die ungarische Aggression unter der Führung von Ludwig I. von Ungarn verteidigt hat.

### Rostaino und Giacomo III.
Die Vergrößerung der beiden Familien führte natürlich auch zu ersten Unstimmigkeiten auf beiden Seiten. Rostaino, einer der Söhne von Giacomo II., der die Adelstitel seines Vaters geerbt hatte, setzte sich bald nicht nur als Erbe des Familienbesitzes, sondern auch der Skrupellosigkeit und des Eroberungsdrangs seiner Vorfahren durch. Gegen Ende des 14. Jahrhunderts führte er einen Krieg gegen die Familie d’Aquino von Valcomino, die reiche und ertragreiche landwirtschaftliche Güter besaß, und griff die Burgen von Campoli, San Donato und Settefrati an, die damals Lehen von Francesco und Berardo d’Aquino waren. Der Ausgang des Krieges war für den Franzosen günstig, der sich die Städte von Comino aneignete und daraus jahrelang Einkünfte bezog, die 1382 bereits mehr als tausend Unzen Gold betragen haben sollen. Die Usurpation war kein politischer Schachzug, sondern löste in der gesamten Terra di Lavoro, wo die Autorität der Aquitanier noch vorherrschte, Aufruhr aus, so dass die kampanische Familie die Angelegenheit vor König Karl III. brachte, der den Obersten Gerichtshof von Neapel anrief. Das Ergebnis war, dass Rostaino die von den Cominesi eroberten Ländereien zurückgeben und verschiedene Beschlagnahmungen durch den Herrscher hinnehmen musste, was ihn dazu veranlasste, sich gegen den Herrscher aufzulehnen. Man weiß nicht genau, ob dieser Rostaino ein Sohn oder ein Enkel von Giacomo II. war, da es mehrere Mitglieder der Familie Cantelmo mit diesem Namen gibt, aber wenn die bisherigen historiographischen Interpretationen die genealogische Frage der Cantelmo richtig beleuchtet haben, kann man konkret annehmen, dass er der Bruder von Giacomo III. war, der als Herr von Alvito und Erbauer des Herzogspalastes von Atina sowie als Kämmerer von Karl III. berühmt war und somit beide Söhne eines gewissen Rostaino und Enkel von Giacomo II. waren. Sein Treiben endete schließlich zwischen 1383 und 1384, den Jahren, in denen er starb, ohne direkte Erben zu hinterlassen.

### Die Erben von Giacomo III.

#### Giuseppe Cantelmo
Die Familie starb in der männlichen Linie 1749 mit dem Tod von Giuseppe Cantelmo, Fürst von Pettorano und Herzog von Popoli, dem ältesten Sohn von Restaino, aus.
Die Familie Cantelmo setzte sich in weiblicher Linie mit Ippolita Cantelmo Stuart, der Tante von Giuseppe, fort, die 1696 Vincenzo Maria Carafa, den 6. Fürsten von Roccella, heiratete. Die Nachkommen des Paares nahmen den Familiennamen Carafa-Cantelmo Stuart an. Ein weiterer Zweig geht auf Giuseppes Schwester Camilla zurück, die 1724 Leonardo VII. di Tocco, den 4. Fürsten von Montemiletto, heiratete. Der Erbe des Paares, Restaino di Tocco, erhielt für sich und seine Nachkommen das Recht, seinen mütterlichen Familiennamen seinem eigenen hinzuzufügen.

## Lehen
Die Lehen der Familie Cantelmo lagen hauptsächlich zwischen den Abruzzen, Molise und dem Teil der Terra di Lavoro, der heute zum südlichen Latium gehört; sie eigneten sich die Besitztümer der pro-Staffer Feudalherren der Abruzzen an: Acciano, Acquaviva, Alfedena, Bomba, Cagnano Amiterno, Campo di Giove, Casalbordino, Forca Palena, Montorio, Navelli, Pacentro, Pentima, Popoli, Prezza, Rivisondoli, Rocchetta und Vittorito. Nach ihrer Niederlassung gelang es der Familie dank arrangierter Ehen ihrer Mitglieder mit der Familie d’Aquino, die bis dahin zu den reichsten Herren des Königreichs Sizilien zählte, im 14. Jahrhundert Lehnsrechte über Alvito, Arpino und Atina und später über Sora zu erwerben. Die Familie Cantelmo war französischen Ursprungs und besaß in den Alpen die Lehen von Le Luc, Lunel und Trilly.

## Wichtige Mitglieder

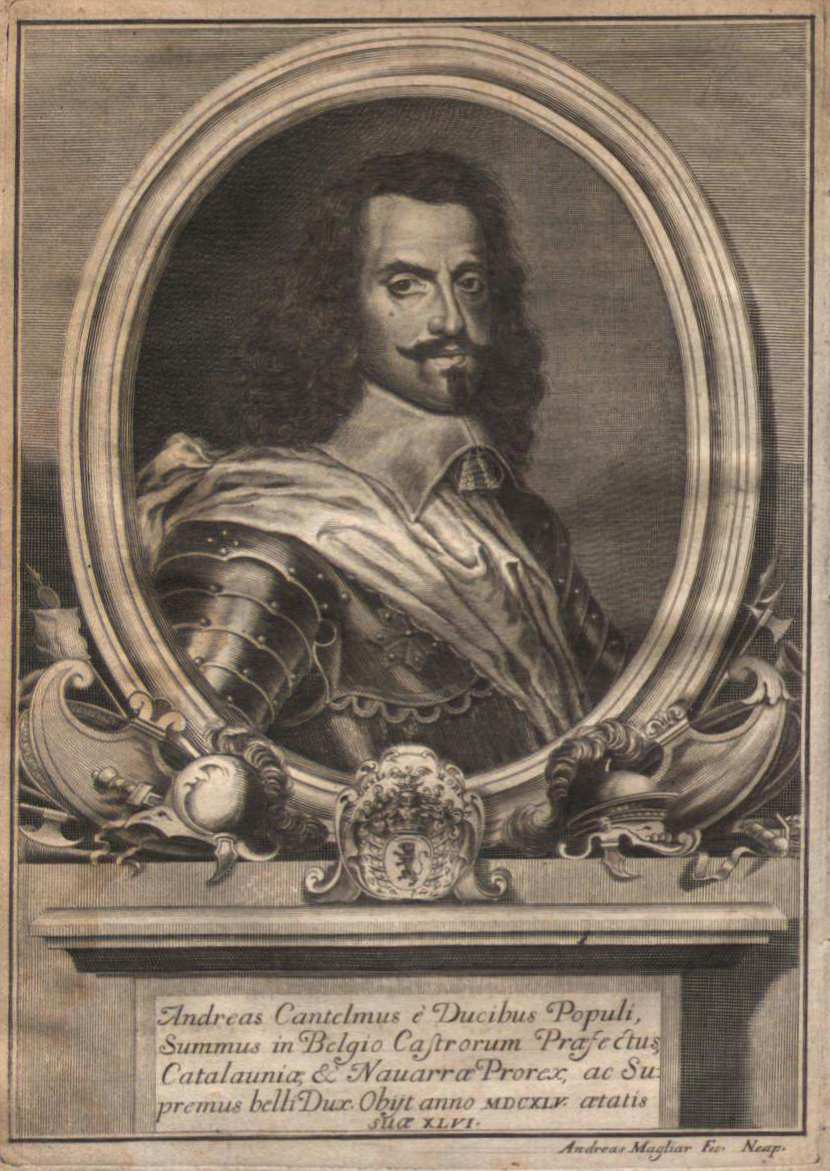
Andrea Cantelmo im Porträt in Leonardo Di Capuas Vita di Andrea Cantelmo, 1693

- Giacomo Cantelmo, Giustiziere der Abruzzo Citeriore von 1284
- Restaino Cantelmo, Großkapitän des Königreichs beider Sizilien ab 1301
- Antonio Cantelmo, Condottiere, unterstützte Braccio da Montone im Krieg von L’Aquila
- Andrea Cantelmo, Condottiere und Generalkapitän für seine katholische Majestät in Flandern und Katalonien
- Giacomo Cantelmo, Kardinal und Erzbischof
- Giuseppe Cantelmo, Fürst von Pettorano und Herzog von Popoli, der an der Seite von Karl V. die Franzosen aus Süditalien vertrieb; das letzte Mitglied der Familie

## Cantelmo von Ferrara
Ein neapolitanischer Zweig der Familie ließ sich in Ferrara nieder, wo einige Mitglieder, darunter der Militär und Botschafter Sigismondo Cantelmo (1455–1519), seit dem 15. Jahrhundert in den Diensten der Este standen.